# Waikato River
Der Waikato River ist der längste Fluss in Neuseeland. Er befindet sich im Zentrum der Nordinsel – größtenteils in der Region Waikato – und ist insgesamt 425 Kilometer lang.

## Namensherkunft
Der Begriff Waikato ist Māori und bedeutet „fließendes Wasser“.

## Geographie
Der Ursprung des Flusses reicht bis weit in das Central Volcanic Plateau der neuseeländischen Nordinsel hinauf. Der in diesem Gebiet häufig noch als Tongariro River bezeichnete Fluss entsteht aus dem Zusammenfluss verschiedener Quellen an den Hängen des 2797 m hohen Ruapehu. Weiter nördlich mündet der Waikato River in den Lake Taupō, den größten See des Pazifikstaates. Am nordöstlichen Ufer bei der Stadt Taupō bildet der nun ausschließlich als Waikato River bezeichnete Fluss den Ablauf des Lake Taupō. Nach den spektakulären Huka Falls orientiert sich der Fluss nach Nordwesten, wo er erstmals das gebirgige Terrain verlässt und von den ausgedehnten, fast vollständig landwirtschaftlich bewirtschafteten Waikato Plains flankiert wird. In dieser äußerst fruchtbaren Ebene befinden sich zahlreiche kleinere Siedlungen und die Großstadt Hamilton mit etwa 141.000 Einwohnern.
Zwischen Taupō und Hamilton dient der Fluss als Wasserspeicher und zur Stromgewinnung durch die acht Stauseen Lake Aratiatia, Lake Ohakuri, Lake Ātiamuri, Lake Whakamaru, Lake Maraetai, Lake Waipapa, Lake Arapuni, Lake Karapiro. Nach insgesamt 425 Flusskilometern mündet der Waikato River bei Port Waikato in die Tasmansee. Schiffbar ist der Fluss von Port Waikato bis nach Hamilton.
Der Waikato River weist mit 14.456 km2 das zweitgrößte Wassereinzugsgebiet aller Flüsse in Neuseeland auf.

## Geschichte
Das Gebiet um den Fluss wurde bereits von den Māori kultiviert und landwirtschaftlich genutzt. Besonders der Iwi Tainui ließ sich entlang des Flusslaufes in der Ebene nieder. Während der Neuseelandkriege war der Waikato River zwischen 1863 und 1865 Schauplatz einiger Scharmützel zwischen den Ureinwohnern und britischen Soldaten. Auch heute gehört das Waikato-Gebiet und auch die südlich des Flusses gelegene, als King Country bezeichnete Gegend zu den Regionen mit den meisten Māori. Der Tainui-Stamm reichte eine Petition beim Waitangi Tribunal ein, die Hoheit über alle Ufergebiete des Flusses zu erhalten. Die Königsbewegung der Māori aus den 1850er Jahren hat ihren Ursprung in der Region. Noch heute residiert der offizielle Repräsentant der Māori, seit September 2024 Ngā Wai Hono i te Pō im Turangawaewae-Marae in Ngaruawahia.

## Flora & Fauna

### Flora
Vor der Ankunft der Menschen bestand die Gegend um den Fluss zu großen Teilen aus Süßwasser-Feuchtgebieten, die von einheimischen Pflanzen bewachsen waren. Von den 1840 in der ganzen Region vorhandenen 110.000 ha sind nur noch 30.000 ha Sumpfgebiete vorhanden. Die massive Verkleinerung des Lebensraums für Wasser- und Moorpflanzen ist nur ein Problem der endemischen Flora. Das andere ist die Einführung von nicht einheimischen Pflanzen. Ein Beispiel in Bezug auf den Waikato River ist das Alligator Weed, eine Unterart des Papageienblattes (aus der Familie der Amaranthaceae), das zu den aggressivsten Schädlingspflanzen der Erde zählt.

### Fauna
Auf ganzer Länge des Waikato River leben mindestens 19 verschiedene einheimische und 10 eingeführte Fischarten sowie eine Vielzahl an wirbellosen Tieren. Dabei muss man die Spezies im Fluss selbst von denen in den Stauseen unterscheiden. Beispiele für heimische Fische sind zahlreiche Arten der Galaxien, der Flussaale (v. a. Neuseeland-Aale) sowie verschiedene Arten der Schläfergrundeln.

## Heutige Situation

### Bedeutung
Der Waikato River hat nicht nur geschichtlich, kulturell und ökologisch eine große Bedeutung für Neuseeland, sondern ist auch infrastrukturell und als Erholungsraum wichtig. Insgesamt befinden sich entlang des Flusses acht Wasserkraftwerke, die einen großen Teil der Nordinsel mit Elektrizität versorgen. Mit einer jährlichen Produktion von 4.000 Gigawattstunden wird durch diese Kraftwerke 13 % des Landesstromverbrauchs gedeckt. Dadurch entstehen auch acht Stauseen, die ein beliebtes Erholungsgebiet darstellen. Weiterhin stellt der Waikato River Trinkwasser für über 140.000 Menschen bereit.

### Wasserqualität
Die Wasserqualität des Waikato River wird durch die teilweise nur leicht geklärten Abwässer der großen Städte sowie über zehn großer Fabriken stark beeinträchtigt. Außerdem befindet sich in Huntly das mit Kohle und Erdgas betriebene Kraftwerk Huntly, mit Stand 2014 Neuseelands größtes Kraftwerk, mit einer installierten Leistung von 1,2 GW. Zur Kühlung wird im Moment (2006) ausschließlich das Wasser des Flusses benutzt. Strenge Vorschriften in Bezug auf die Höchsttemperatur des Wassers, um die Tierwelt im Fluss zu schützen, führten dazu, dass das Kraftwerk an heißen Tagen oft nicht mit Maximalleistung laufen konnte. Abhilfe soll ein neuer Kühlturm bringen. Weitere Probleme, die den Fluss betreffen, sind landwirtschaftliche Verschmutzungen, die Bedrohung der Schifffahrt durch Bodenerosion sowie das Vorhaben, große Mengen Wasser des Flusses in die Millionenmetropole Auckland zu pumpen.